# Stanisław Kiczuk
Stanisław Kiczuk (ur. 16 stycznia 1938) – polski filozof, logik, prof. dr hab. nauk humanistycznych o specjalności filozofia logiki, filozofia nauki, logika.

## Życiorys
W 1972 r. ukończył studia na Wydziale Filozofii Katolickiego Uniwersytetu Lubelskiego na sekcji filozofii przyrody.
W 1973 r. ukończył studia na Wydziale Filozofii na Sekcji Filozofii Teoretycznej (logika). W 1976 r. uzyskał doktorat, a w 1984 r. habilitację. W 1996 r. uzyskał tytuł profesora. W latach 1999–2008 był dziekanem Wydziału Filozofii KUL, a w 1986 r. został kierownikiem Katedry Logiki. Do 2000 r. był członkiem redakcji „Roczników Filozoficznych”. W latach 1989–1998 był prorektorem ds. Nauki i finansów KUL, a w latach 1986–1989 był prodziekanem Wydziału Filozofii KUL. Jest członkiem zarządu Towarzystwa Naukowego KUL oraz członkiem zespołu redakcyjnego „Studies in Logic and Theory of Knowledge”. Jest również członkiem Polskiego Towarzystwa Filozoficznego, Lubelskiego Towarzystwa Naukowego. Jest promotorem dziesięciu doktoratów, autorem 157 publikacji, w tym trzech książek. Jego prace naukowe dotyczą przede wszystkim logiki formalnej (głównie logik nieklasycznych), filozofii logiki oraz filozofii nauk przyrodniczych.

## Odznaczenia, nagrody i wyróżnienia
- Krzyż Oficerski Orderu Odrodzenia Polski (2008)[2]
- Krzyż Kawalerski Orderu Odrodzenia Polski (2000)[3]
- Order Świętego Sylwestra (2010)
- Nagroda I stopnia Rektora KUL za monografię naukową
- Medal za Zasługi KUL

## Autor książek
- „Problematyka wartości poznawczej systemów logiki zmiany” (RW KUL Lublin 1984),
- „Związek przyczynowy a logika przyczynowości” (RW KUL Lublin 1995),
- „Przedmiot logiki formalnej oraz jej stosowalność” (RW KUL Lublin 2001).